# Charles Hector Malo
Charles Hector Malo est un architecte français né à Crest le 23 juin 1797, et mort à Cahors le 7 novembre 1862 .

## Biographie
Il est conducteur des travaux de première classe des ponts et chaussées dans le Lot, en 1825.
En 1826 et 1846, il est architecte du département du Lot. Il a été chargé de travaux d'extension et d'entretien de casernes de gendarmerie, de tribunaux, des prisons de Figeac, de Gourdon, la maison d'arrêt de Cahors, entre 1829 et 1835, ainsi que de l'hôtel de la préfecture du Lot. Avec l'architecte Charles-Auguste Questel il a restauré l'abbatiale de Souillac entre 1840 et 1845.
Il est nommé architecte de la ville de Cahors. Il a réalisé pour la ville le théâtre municipal dans un style néo-classique, entre 1831 et 1835, et de la façade de l'hôtel de ville sur le boulevard Gambetta, de 1839 à 1841.
La préfecture du Lot l'a désigné comme architecte diocésain. Il est chargé des travaux d'entretien de la cathédrale de Cahors. Il n'a pas hésité à faire badigeonner des fresques médiévales qu'il jugeait « d'un très mauvais goût  et obscènes ». Le compte des dépenses de l'église Notre-Dame de Saint-Georges, à Cahors, montre qu'il a construit la voûte d'ogives du chœur actuel.
Devenu aveugle en 1847, il a cessé toute activité.
| - Façade de l'hôtel de ville de Cahors sur le boulevard Gambetta - Théâtre municipal de Cahors |